# Süper Lig 2011/12
Die Spor Toto Süper Lig 2011/12 war die 54. Spielzeit der höchsten türkischen Spielklasse im Fußball der Männer. Türkischer Meister wurde Galatasaray Istanbul. Für den Verein ist der 18. Meistertitel und ist gemeinsam mit Fenerbahçe Istanbul Rekordmeister. Die Saison startete mit dem ersten Spieltag am 10. September 2011 und endete am 12. Mai 2012 mit dem letzten Spieltag im Süper Final mit der Partie zwischen Fenerbahçe Istanbul und Galatasaray Istanbul. In diesem Spiel gewann Galatasaray Istanbul mit einem 0:0-Unentschieden die Meisterschaft.
Abgestiegen sind Samsunspor, Manisaspor und MKE Ankaragücü. Manisaspor und Ankaragücü waren bereits vor dem letzten Spieltag aus der Süper Lig abgestiegen, lediglich Samsunspor spielte bis zum 34. Spieltag um den Klassenerhalt. Jedoch verlor man die Partie gegen Sivasspor mit 1:2 und war damit nicht mehr zu retten.

## Teilnehmer
Für die Süper Lig 2011/12 sind zu den aus der vorherigen Saison verbliebenen 15 Vereine die drei Aufsteiger aus der letzten Zweitligasaison dazugekommen. Die Aufsteiger waren der Zweitligameister Mersin İdman Yurdu, der Vizemeister Samsunspor und der Play-off-Sieger Orduspor. Mit dem Aufstieg kehrte Mersin İY nach 28 Jahren, Samsunspor nach sechs Jahren und Orduspor nach 26 Jahren in die Süper Lig zurück.
| Verein                | Stadt     | Vorjahr    |
| --------------------- | --------- | ---------- |
| Fenerbahçe Istanbul   | Istanbul  | Meister    |
| Trabzonspor           | Trabzon   | 2.         |
| Bursaspor             | Bursa     | 3.         |
| Gaziantepspor         | Gaziantep | 4.         |
| Beşiktaş Istanbul     | Istanbul  | 5.         |
| Kayserispor           | Kayseri   | 6.         |
| Eskişehirspor         | Eskişehir | 7.         |
| Galatasaray Istanbul  | Istanbul  | 8.         |
| Kardemir Karabükspor  | Karabük   | 9.         |
| Manisaspor            | Manisa    | 10.        |
| Antalyaspor           | Antalya   | 11.        |
| Istanbul BB           | Istanbul  | 12.        |
| MKE Ankaragücü        | Ankara    | 13.        |
| Gençlerbirliği Ankara | Ankara    | 14.        |
| Sivasspor             | Sivas     | 15.        |
| Mersin İdman Yurdu    | Mersin    | Aufsteiger |
| Samsunspor            | Samsun    | Aufsteiger |
| Orduspor              | Ordu      | Aufsteiger |

## Modus
Alle 18 Mannschaften spielten jeweils zu Hause und auswärts gegeneinander, sodass jeder Verein 34 Spiele bestritt. Nach Abschluss der regulären Saison (Lig Grubu) fanden 2 Play-off-Gruppenphasen zur Ermittelung des Meisters und der Teilnehmer im europäischen Wettbewerb statt. Die letzten drei Mannschaften stiegen direkt in die Bank Asya 1. Lig ab. Auch neu in dieser Saison war, dass sieben Spieltage unter der Woche stattfanden. Die restlichen 27 Spieltage fanden zwischen Freitag und Montag statt. Folgende Spieltage wurden Dienstag bis Donnerstag ausgespielt: 3., 8., 12., 15., 18., 20. und 24. Spieltag.
Das hatte zur Folge, dass z. B. mit Beginn des 2. Spieltages bis zum Ende des 4. Spieltages jeden Tag mindestens ein Spiel stattfand.

### Süper Final
Nach Abschluss des 34. Spieltages der regulären Saison (Lig Grubu), qualifizierten sich die ersten vier Mannschaften für die Meisterschaftsgruppe (Süper Final Şampiyonluk Grubu) und übernahmen dort die Hälfte ihrer bisher erspielten Punkte, jedoch nicht die Tore bzw. die Tordifferenze. Falls die Hälfte der Punkten eine nicht ganze Zahl war, wurde aufgerundet und am Ende bei Punktgleichheit wieder berücksichtigt.
Die Meisterschaftsgruppe (Süper Final Şampiyonluk Grubu) wurde im Ligasystem mit Hin- und Rückspiel ausgetragen, so dass es 6 Spieltage mit je 2 Spielen gegeben hat. Der Sieger der Meisterschaftsgruppe (Süper Final Şampiyonluk Grubu) wurde Meister der Süper Lig 2011/12. Parallel zur Meisterschaftsgruppe (Süper Final Şampiyonluk Grubu) wurde eine weitere Play-off-Runde ausgetragen. Der Fünfte bis Achte der regulären Saison (Lig Grubu) bildeten die Play-off-UEFA-Europa-League-Gruppe (Süper Final Avrupa ligi Grubu). Die Play-off-UEFA-Europa-League-Gruppe wurde auch im Ligasystem ausgetragen (vgl. Meisterschaftsrunde).
Für den Europäischen Wettbewerb qualifiziert man sich wie folgt:
- Der Sieger der Meisterschaftsgruppe (Süper Final Şampiyonluk Grubu) nimmt an der Gruppenphase der UEFA Champions League 2012/13 teil.
- Der Zweite der Meisterschaftsgruppe (Süper Final Şampiyonluk Grubu) nimmt an der UEFA Champions League 2012/13 (3. Qualifikationsrunde) teil.
- Der Dritte der Meisterschaftsgruppe (Süper Final Şampiyonluk Grubu) nimmt an der UEFA Europa League 2012/13 (3. Qualifikationsrunde) teil.
- Der Sieger der Play-off-UEFA-Europa-League-Gruppe (Süper Final Avrupa ligi Grubu) und der Vierte der Meisterschaftsgruppe (Süper Final Şampiyonluk Grubu) tragen ein Finalspiel (Süper Final'lar Arası Final Müsabakası) auf neutralem Platz aus und der Sieger wird an der UEFA Europa League 2012/13 (2. Qualifikationsrunde) teilnehmen.[3]

Jedoch kam es nicht mehr zur Austragung des Finalspiels. Bursaspor nimmt am Pokalfinale teil und ist damit automatisch für die UEFA Europa League qualifiziert, da Finalgegner Fenerbahçe Istanbul bereits als Vizemeister für die UEFA Champions League qualifiziert ist. Gleichzeitig wurde Bursaspor Fünfter in seiner Play-off-Gruppe, somit ist Beşiktaş Istanbul für die Europa League spielberechtigt.
Beşiktaş Istanbul wurde wegen Verstoßes gegen das Financial Fairplay für ein Jahr von allen europäischen Wettbewerben ausgeschlossen. Dadurch rückte Eskişehirspor in der 2. Qualifikationsrunde nach, Bursaspor startete in der 3. Qualifikationsrunde und Trabzonspor in der Playoff-Runde.

## Reguläre Saison

### Abschlusstabelle
| Pl. | Verein                  | Sp. | S  | U  | N  | Tore    | Diff. | Punkte |
| --- | ----------------------- | --- | -- | -- | -- | ------- | ----- | ------ |
| 1.  | Galatasaray Istanbul    | 34  | 23 | 8  | 3  | 069:240 | +45   | 77     |
| 2.  | Fenerbahçe Istanbul (M) | 34  | 20 | 8  | 6  | 061:340 | +27   | 68     |
| 3.  | Trabzonspor             | 34  | 15 | 11 | 8  | 060:400 | +20   | 56     |
| 4.  | Beşiktaş Istanbul (P)   | 34  | 15 | 10 | 9  | 050:390 | +11   | 55     |
| 5.  | Eskişehirspor           | 34  | 14 | 8  | 12 | 042:410 | +1    | 50     |
| 6.  | Istanbul BB             | 34  | 14 | 8  | 12 | 048:490 | −1    | 50     |
| 7.  | Sivasspor               | 34  | 13 | 11 | 10 | 057:540 | +3    | 50     |
| 8.  | Bursaspor               | 34  | 13 | 10 | 11 | 044:350 | +9    | 49     |
| 9.  | Gençlerbirliği Ankara   | 34  | 13 | 10 | 11 | 049:480 | +1    | 49     |
| 10. | Gaziantepspor           | 34  | 13 | 9  | 12 | 040:330 | +7    | 48     |
| 11. | Kayserispor             | 34  | 13 | 5  | 16 | 042:390 | +3    | 44     |
| 12. | Kardemir Karabükspor    | 34  | 13 | 5  | 16 | 044:560 | −12   | 44     |
| 13. | Mersin İdman Yurdu (N)  | 34  | 12 | 6  | 16 | 034:450 | −11   | 42     |
| 14. | Orduspor (N)            | 34  | 10 | 12 | 12 | 028:340 | −6    | 42     |
| 15. | Antalyaspor             | 34  | 10 | 9  | 15 | 032:420 | −10   | 39     |
| 16. | Samsunspor (N)          | 34  | 9  | 9  | 16 | 036:470 | −11   | 36     |
| 17. | Manisaspor              | 34  | 8  | 8  | 18 | 031:520 | −21   | 32     |
| 18. | MKE Ankaragücü          | 34  | 2  | 5  | 27 | 022:770 | −55   | 11     |

Platzierungskriterien: 1. Punkte – 2. Direkter Vergleich (Punkte, Tordifferenz, geschossene Tore) – 3. Tordifferenz – 4. geschossene Tore

| (M) | amtierender türkischer Meister         |
| (P) | amtierender türkischer Pokalsieger     |
| (N) | Neuaufsteiger aus der 2. Lig A 2010/11 |

### Kreuztabelle
Die Kreuztabelle stellt die Ergebnisse aller Spiele der regulären Saison dar. Die Heimmannschaft ist in der linken Spalte, die Gastmannschaft in der oberen Zeile aufgelistet.
| 2011/12               | Fenerbahce Istanbul | Trabzonspor | Bursaspor | Gaziantepspor | Besiktas Istanbul | KYS | Eskişehirspor | Galatasaray Istanbul | Kardemir Karabükspor | Manisaspor | M.P. Antalyaspor | Istanbul BB | MKE Ankaragücü | Genclerbirligi Ankara | Sivasspor | Mersin Idman Yurdu | SAM | Orduspor |
| --------------------- | ------------------- | ----------- | --------- | ------------- | ----------------- | --- | ------------- | -------------------- | -------------------- | ---------- | ---------------- | ----------- | -------------- | --------------------- | --------- | ------------------ | --- | -------- |
| Fenerbahçe Istanbul   |                     | 1:0         | 1:0       | 3:1           | 2:0               | 4:0 | 1:0           | 2:2                  | 1:0                  | 1:1        | 2:0              | 4:2         | 4:2            | 6:1                   | 4:2       | 2:1                | 0:0 | 1:0      |
| Trabzonspor           | 1:1                 |             | 2:1       | 4:1           | 0:1               | 2:1 | 4:1           | 0:3                  | 3:1                  | 2:1        | 2:2              | 0:1         | 3:2            | 1:2                   | 2:1       | 2:3                | 4:0 | 4:1      |
| Bursaspor             | 0:2                 | 1:1         |           | 0:2           | 1:2               | 3:0 | 0:1           | 1:0                  | 3:0                  | 0:0        | 0:0              | 2:1         | 2:1            | 4:0                   | 1:2       | 1:0                | 1:0 | 0:0      |
| Gaziantepspor         | 1:3                 | 0:1         | 2:2       |               | 0:0               | 1:2 | 0:1           | 1:2                  | 3:0                  | 1:1        | 1:0              | 5:0         | 1:0            | 3:0                   | 2:1       | 1:0                | 1:0 | 1:0      |
| Beşiktaş Istanbul     | 2:2                 | 1:2         | 3:1       | 3:2           |                   | 0:2 | 2:0           | 0:0                  | 1:0                  | 4:1        | 1:0              | 1:1         | 3:1            | 3:2                   | 3:1       | 0:1                | 0:1 | 2:1      |
| Kayserispor           | 0:1                 | 3:3         | 0:2       | 1:1           | 1:0               |     | 2:2           | 0:2                  | 2:0                  | 2:0        | 0:1              | 1:0         | 3:0            | 2:3                   | 6:2       | 2:2                | 2:0 | 1:0      |
| Eskişehirspor         | 2:1                 | 0:2         | 1:1       | 0:2           | 2:1               | 1:0 |               | 0:0                  | 1:2                  | 0:2        | 1:0              | 3:1         | 3:2            | 0:0                   | 1:1       | 2:0                | 1:0 | 0:1      |
| Galatasaray Istanbul  | 3:1                 | 1:1         | 2:1       | 2:4           | 3:2               | 1:0 | 2:0           |                      | 5:1                  | 1:0        | 1:1              | 4:1         | 4:0            | 2:0                   | 2:1       | 0:0                | 3:1 | 2:0      |
| Kardemir Karabükspor  | 2:1                 | 2:1         | 3:1       | 0:0           | 1:1               | 1:0 | 1:2           | 1:1                  |                      | 2:1        | 2:1              | 2:0         | 3:2            | 2:1                   | 2:1       | 3:5                | 2:1 | 1:2      |
| Manisaspor            | 1:2                 | 1:1         | 1:3       | 0:2           | 1:4               | 1:0 | 2:3           | 0:4                  | 2:1                  |            | 1:0              | 0:2         | 2:0            | 0:1                   | 1:3       | 2:0                | 1:1 | 0:0      |
| Antalyaspor           | 0:0                 | 2:1         | 1:3       | 1:0           | 1:2               | 1:0 | 0:0           | 0:0                  | 2:1                  | 2:1        |                  | 2:1         | 1:0            | 2:2                   | 2:2       | 1:2                | 0:2 | 1:1      |
| Istanbul BB           | 3:2                 | 0:2         | 0:0       | 3:1           | 2:2               | 1:0 | 2:2           | 2:0                  | 2:2                  | 3:2        | 4:0              |             | 3:0            | 1:0                   | 1:1       | 0:0                | 3:0 | 1:1      |
| MKE Ankaragücü        | 0:2                 | 0:4         | 0:0       | 0:0           | 0:0               | 0:5 | 2:5           | 0:3                  | 2:1                  | 0:1        | 0:3              | 1:2         |                | 0:1                   | 1:2       | 1:2                | 0:3 | 0:2      |
| Gençlerbirliği Ankara | 0:0                 | 1:1         | 2:2       | 1:0           | 4:2               | 1:0 | 2:1           | 0:1                  | 2:1                  | 3:0        | 3:0              | 4:0         | 1:1            |                       | 3:3       | 1:2                | 1:1 | 3:1      |
| Sivasspor             | 2:0                 | 2:2         | 3:0       | 0:0           | 1:1               | 1:1 | 0:4           | 0:4                  | 3:0                  | 2:2        | 2:1              | 0:1         | 3:0            | 1:1                   |           | 1:0                | 3:2 | 1:1      |
| Mersin İdman Yurdu    | 1:2                 | 1:1         | 1:3       | 2:0           | 0:1               | 1:2 | 0:0           | 1:3                  | 0:2                  | 0:0        | 0:2              | 2:0         | 1:2            | 2:1                   | 1:5       |                    | 1:0 | 1:0      |
| Samsunspor            | 3:1                 | 1:1         | 0:3       | 0:0           | 1:1               | 0:1 | 3:1           | 2:4                  | 0:0                  | 1:2        | 1:0              | 2:4         | 2:2            | 3:2                   | 1:2       | 2:0                |     | 2:0      |
| Orduspor              | 1:1                 | 0:0         | 1:1       | 0:0           | 1:1               | 1:0 | 2:1           | 0:2                  | 3:2                  | 1:0        | 3:2              | 1:0         | 2:0            | 0:0                   | 1:2       | 0:1                | 0:0 |          |

## Süper Final
Spieltage: 14./15. April 2012, 21./22. April 2012, 28. April 2012, 2. Mai 2012, 5. Mai 2012 und 12. Mai 2012.

### Tabelle (Meisterschaftsgruppe)
| Pl. | Verein                  | Sp. | S | U | N | Tore    | Diff. | Punkte | Bonus | Gesamt |
| --- | ----------------------- | --- | - | - | - | ------- | ----- | ------ | ----- | ------ |
| 1.  | Galatasaray Istanbul    | 6   | 2 | 3 | 1 | 009:600 | +3    | 09     | 39    | 48     |
| 2.  | Fenerbahçe Istanbul (M) | 6   | 4 | 1 | 1 | 009:400 | +5    | 13     | 34    | 47     |
| 3.  | Trabzonspor             | 6   | 1 | 2 | 3 | 005:100 | −5    | 05     | 28    | 33     |
| 4.  | Beşiktaş Istanbul (P)   | 6   | 1 | 2 | 3 | 005:800 | −3    | 05     | 28    | 33     |

| (M) | amtierender türkischer Meister     |
| (P) | amtierender türkischer Pokalsieger |

| Meisterrunde         | Galatasaray Istanbul | Fenerbahce Istanbul | Trabzonspor | Beşiktaş Istanbul |
| -------------------- | -------------------- | ------------------- | ----------- | ----------------- |
| Galatasaray Istanbul |                      | 1:2                 | 0:0         | 2:2               |
| Fenerbahçe Istanbul  | 0:0                  |                     | 2:0         | 2:1               |
| Trabzonspor          | 2:4                  | 1:3                 |             | 1:0               |
| Beşiktaş Istanbul    | 0:2                  | 1:0                 | 1:1         |                   |

### UEFA-Europa-League-Gruppe (Play-off Avrupa ligi Grubu)
| Pl. | Verein        | Sp. | S | U | N | Tore    | Diff. | Punkte | Bonus | Gesamt |
| --- | ------------- | --- | - | - | - | ------- | ----- | ------ | ----- | ------ |
| 5.  | Bursaspor     | 6   | 4 | 0 | 2 | 012:100 | +2    | 12     | 25    | 37     |
| 6.  | Eskişehirspor | 6   | 3 | 2 | 1 | 012:700 | +5    | 11     | 25    | 36     |
| 7.  | Istanbul BB   | 6   | 2 | 1 | 3 | 010:140 | −4    | 07     | 25    | 32     |
| 8.  | Sivasspor     | 6   | 1 | 1 | 4 | 009:120 | −3    | 04     | 25    | 29     |

| Europa-League-Gruppe | Eskişehirspor | Istanbul BB | Sivasspor | Bursaspor |
| -------------------- | ------------- | ----------- | --------- | --------- |
| Eskişehirspor        |               | 3:1         | 1:1       | 2:0       |
| Istanbul BB          | 1:1           |             | 4:2       | 0:4       |
| Sivasspor            | 1:3           | 1:2         |           | 4:0       |
| Bursaspor            | 3:2           | 3:2         | 2:0       |           |

## Statistiken

### Torschützenliste

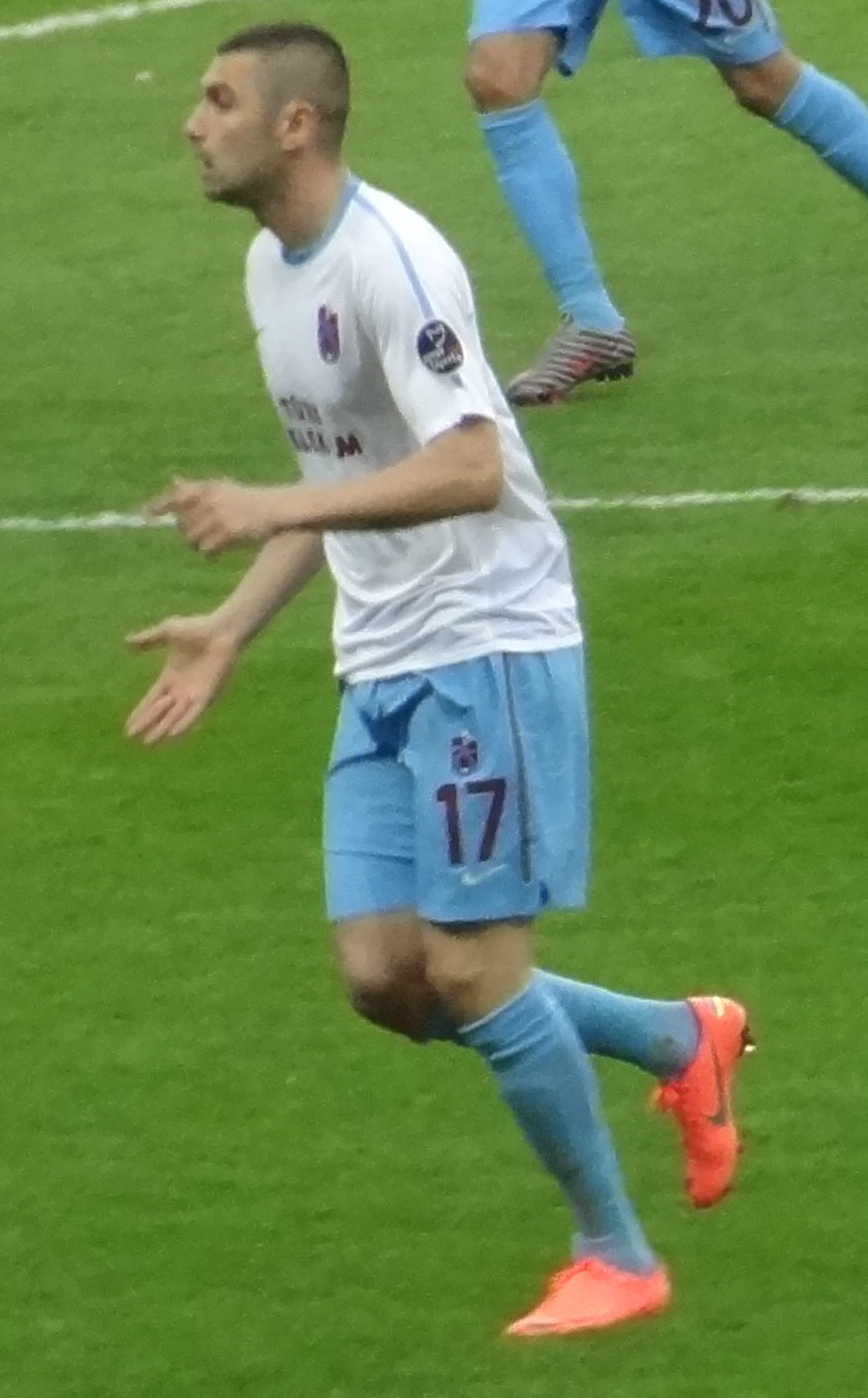
Torschützenkönig und Topscorer 2011/12: Burak Yılmaz

Bei gleicher Anzahl von Treffern sind die Spieler nach Saison-Toren und Tor-Schnitt geordnet.
| Pl. | Nat.                | Spieler         | Verein                            | Saison-Tore | Playoff-Tore | Gesamttore | davon 11 m | Schnitt |
| --- | ------------------- | --------------- | --------------------------------- | ----------- | ------------ | ---------- | ---------- | ------- |
| 1   | Turkei              | Burak Yılmaz    | Trabzonspor                       | 32          | 1            | 33         | 5          | 0,97    |
| 2   | Kamerun             | Hervé Tum       | Gençlerbirliği Ankara             | 15          | –            | 15         | 0          | 0,50    |
| 2   | Senegal             | Diomansy Kamara | Eskişehirspor                     | 13          | 2            | 15         | 0          | 0,43    |
| 2   | Kamerun Spanien     | Pierre Webó     | Istanbul BB                       | 13          | 2            | 15         | 1          | 0,42    |
| 2   | Nigeria             | Michael Eneramo | Sivasspor                         | 11          | 4            | 15         | 1          | 0,44    |
| 6   | Brasilien           | Alex            | Fenerbahçe                        | 14          | 0            | 14         | 1          | 0,42    |
| 6   | Brasilien Bulgarien | Doka Madureira  | Istanbul BB                       | 9           | 5            | 14         | 1          | 0,36    |
| 8   | Turkei              | Necati Ateş     | Antalyaspor (5) / Galatasaray (8) | 11          | 2            | 13         | 0          | 0,38    |
| 8   | Turkei              | Selçuk İnan     | Galatasaray                       | 11          | 2            | 13         | 3          | 0,33    |
| 8   | Argentinien         | Pablo Batalla   | Bursaspor                         | 9           | 4            | 13         | 1          | 0,33    |
| 11  | Schweden            | Johan Elmander  | Galatasaray                       | 12          | 0            | 12         | 0          | 0,33    |
| 11  | Slowakei            | Miroslav Stoch  | Fenerbahçe                        | 10          | 2            | 12         | 0          | 0,36    |
| 11  | Brasilien           | Felipe Melo     | Galatasaray                       | 10          | 2            | 12         | 4          | 0,33    |

### Meiste Torvorlagen

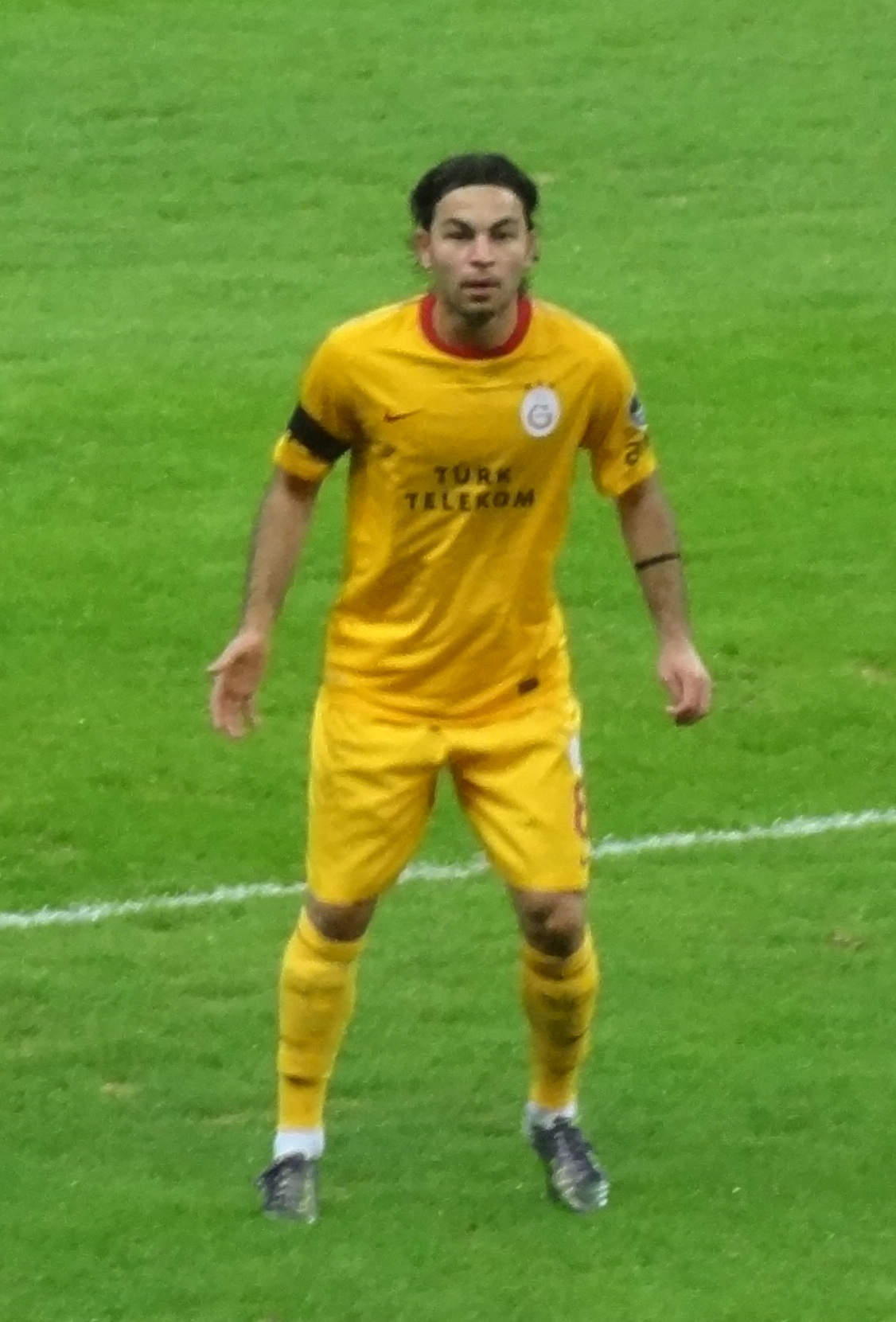
Selçuk İnan gab die meisten Torvorlagen

Bei gleicher Anzahl von Torvorlagen sind die Spieler alphabetisch geordnet.
| Pl. | Nat.                | Spieler            | Verein              | Vorlagen |
| --- | ------------------- | ------------------ | ------------------- | -------- |
| 1   | Turkei              | Selçuk İnan        | Galatasaray         | 11       |
| 2   | Portugal            | Manuel Fernandes   | Beşiktaş            | 9        |
| 3   | Marokko Niederlande | Noureddine Amrabat | Kayserispor         | 8        |
| 3   | Argentinien         | Pablo Batalla      | Bursaspor           | 8        |
| 3   | Polen               | Kamil Grosicki     | Sivasspor           | 8        |
| 3   | Nigeria             | Michael Eneramo    | Sivasspor           | 8        |
| 3   | Kamerun Spanien     | Pierre Webó        | Istanbul BB         | 8        |
| 8   | Brasilien           | Alex               | Fenerbahçe Istanbul | 7        |
| 8   | Turkei Deutschland  | Engin Baytar       | Galatasaray         | 7        |
| 8   | Argentinien         | Emmanuel Culio     | Orduspor            | 7        |
| 8   | Turkei              | Erman Kılıç        | Sivasspor           | 7        |
| 8   | Portugal            | Ricardo Quaresma   | Beşiktaş            | 7        |

### Scorerliste
Bei gleicher Anzahl von Scorerpunkten sind die Spieler alphabetisch geordnet.
| Pl. | Nat.                | Spieler         | Verein                | Tore | Vorlagen | Gesamt |
| --- | ------------------- | --------------- | --------------------- | ---- | -------- | ------ |
| 1   | Turkei              | Burak Yılmaz    | Trabzonspor           | 33   | 3        | 36     |
| 2   | Turkei              | Selçuk İnan     | Galatasaray           | 13   | 11       | 24     |
| 3   | Nigeria             | Michael Eneramo | Sivasspor             | 15   | 8        | 23     |
| 3   | Kamerun Spanien     | Pierre Webó     | Istanbul BB           | 15   | 8        | 23     |
| 5   | Brasilien           | Alex            | Fenerbahçe            | 14   | 7        | 21     |
| 5   | Argentinien         | Pablo Batalla   | Bursaspor             | 13   | 8        | 21     |
| 7   | Senegal             | Diomansy Kamara | Eskişehirspor         | 15   | 4        | 19     |
| 8   | Brasilien Bulgarien | Doka Madureira  | Istanbul BB           | 14   | 4        | 18     |
| 9   | Schweden            | Johan Elmander  | Galatasaray           | 12   | 5        | 17     |
| 10  | Turkei              | Erman Kılıç     | Sivasspor             | 9    | 7        | 16     |
| 10  | Slowakei            | Miroslav Stoch  | Fenerbahçe            | 12   | 4        | 16     |
| 10  | Kamerun             | Hervé Tum       | Gençlerbirliği Ankara | 15   | 1        | 16     |

## Trainer
| Verein                | Trainer         | im Amt seit  |
| --------------------- | --------------- | ------------ |
| Beşiktaş Istanbul     | Tayfur Havutçu  | 34. Spieltag |
| Bursaspor             | Ertuğrul Sağlam | 1. Spieltag  |
| Eskişehirspor         | Ersun Yanal     | 17. Spieltag |
| Fenerbahçe Istanbul   | Aykut Kocaman   | 1. Spieltag  |
| Galatasaray Istanbul  | Fatih Terim     | 1. Spieltag  |
| Gaziantepspor         | Hikmet Karaman  | 23. Spieltag |
| Gençlerbirliği Ankara | Fuat Çapa       | 1. Spieltag  |
| Istanbul BB           | Arif Erdem      | 11. Spieltag |
| Kardemir Karabükspor  | Bülent Korkmaz  | 11. Spieltag |

| Verein             | Trainer          | im Amt seit  |
| ------------------ | ---------------- | ------------ |
| Kayserispor        | Schota Arweladse | 1. Spieltag  |
| Manisaspor         | Reha Erginer     | 29. Spieltag |
| Antalyaspor        | Mehmet Özdilek   | 1. Spieltag  |
| Mersin Idman Yurdu | Nurullah Sağlam  | 1. Spieltag  |
| MKE Ankaragücü     | Hakan Kutlu      | 16. Spieltag |
| Orduspor           | Héctor Cúper     | 17. Spieltag |
| Samsunspor         | Mesut Bakkal     | 23. Spieltag |
| Sivasspor          | Rıza Çalımbay    | 1. Spieltag  |
| Trabzonspor        | Şenol Güneş      | 1. Spieltag  |

### Trainerwechsel während der Saison
- Tolunay Kafkas (Gaziantepspor) Grund: Rücktritt nach dem 4. Spieltag
- Yücel İldiz (Kardemir Karabükspor) Grund: Rücktritt nach dem 10. Spieltag
- Abdullah Avcı (Istanbul BB) Grund: Wechsel zum türkischen Verband
- Ziya Doğan (MKE Ankaragücü) Grund: Auflösung des Vertrages nach dem 15. Spieltag
- Metin Diyadin (Orduspor) Grund: Rücktritt nach dem 15. Spieltag
- Michael Skibbe (Eskişehirspor) Grund: Skibbe wechselt zum 1. Januar 2012 zu Hertha BSC
- Vladimir Petković (Samsunspor) Grund: Auflösung des Vertrages nach dem 21. Spieltag
- Kemal Özdeş (Manisaspor) Grund: Rücktritt nach dem 22. Spieltag
- Abdullah Ercan (Gaziantepspor) Grund: Rücktritt nach dem 22. Spieltag
- Ümit Özat (Manisaspor) Grund: Rücktritt nach dem 28. Spieltag
- Carlos Carvalhal (Beşiktaş Istanbul) Grund: Auflösung des Vertrages nach dem 33. Spieltag

## Spielstätten
| Verein                | Stadion                    | Kapazität |
| --------------------- | -------------------------- | --------- |
| Beşiktaş Istanbul     | Fi-Yapı-Inönü-Stadion      | 32.145    |
| Bursaspor             | Bursa-Atatürk-Stadion      | 26.461    |
| Eskişehirspor         | Eskişehir-Atatürk-Stadion  | 13.520    |
| Fenerbahçe Istanbul   | Şükrü-Saraçoğlu-Stadion    | 50.509    |
| Galatasaray Istanbul  | Türk Telekom Arena         | 52.650    |
| Gaziantepspor         | Kamil-Ocak-Stadion         | 17.000    |
| Gençlerbirliği Ankara | 19 Mayıs Stadion           | 19.209    |
| Istanbul BB           | Atatürk-Olympiastadion     | 76.092    |
| Kardemir Karabükspor  | Necmettin-Şeyhoğlu-Stadion | 7.593     |

| Verein             | Stadion                   | Kapazität |
| ------------------ | ------------------------- | --------- |
| Kayserispor        | Kadir-Has-Stadion         | 32.864    |
| Manisaspor         | Manisa 19 Mayıs Stadı     | 14.965    |
| Antalyaspor        | Mardan-Stadion            | 7.722     |
| Mersin Idman Yurdu | Tevfik-Sırrı-Gür-Stadion  | 10.128    |
| MKE Ankaragücü     | 19 Mayıs Stadion          | 19.209    |
| Orduspor           | Ordu 19 Eylül Stadyumu    | 12.000    |
| Samsunspor         | Samsun 19 Mayıs Stadı     | 12.720    |
| Sivasspor          | Sivas 4 Eylül Stadı       | 15.060    |
| Trabzonspor        | Hüseyin-Avni-Aker-Stadion | 24.169    |

## Ausrüster und Sponsor
| Verein                | Ausrüster | Hauptsponsor        |
| --------------------- | --------- | ------------------- |
| Beşiktaş Istanbul     | adidas    | Toyota              |
| Bursaspor             | Puma      | Intercity           |
| Eskişehirspor         | adidas    | Eti                 |
| Fenerbahçe Istanbul   | adidas    | Avea                |
| Galatasaray Istanbul  | Nike      | Türk Telekom        |
| Gaziantepspor         | adidas    | TürkOil             |
| Gençlerbirliği Ankara | Lotto     | Caprice Gold Palace |
| Istanbul BB           | Nike      | SporToto            |
| Kardemir Karabükspor  | Lescon    | Kardemir            |
| Kayserispor           | adidas    | SporToto            |
| Manisaspor            | Lescon    | Vestel              |
| Antalyaspor           | Puma      | SunExpress          |
| Mersin Idman Yurdu    | Hummel    | S Oil Petrol        |
| MKE Ankaragücü        | Lotto     | SporToto            |
| Orduspor              | Umbro     | SporToto            |
| Samsunspor            | Erreà     | SporToto            |
| Sivasspor             | adidas    | SporToto            |
| Trabzonspor           | Nike      | Türk Telekom        |

## Die Meistermannschaft von Galatasaray Istanbul
Es sind alle Spieler aufgelistet die mindestens einmal auf der Ersatzbank saßen.
| 1. | Galatasaray Istanbul |
|    | - Tor: Ufuk Ceylan (1 Spiel/kein Tor); Aykut Erçetin (1/-); Fernando Muslera (39/1) - Abwehr: Hakan Balta (37/1); Çağlar Birinci (2/-); Servet Çetin (9/-); Emmanuel Eboué (31/2); Semih Kaya (30/1); Serkan Kurtuluş (-/-); Sabri Sarıoğlu (27/1); Tomáš Ujfaluši (39/1); Gökhan Zan (12/2) - Mittelfeld: Ayhan Akman (8/-); Engin Baytar (33/2); Emre Çolak (29/3); Yiğit Gökoğlan (8/1); Ceyhun Gülselam (12/1); Selçuk İnan (39/13); Kâzım Kâzım (18/2)1; Yekta Kurtuluş (3/-); Felipe Melo (36/12); Albert Riera (30/1); Aydın Yılmaz (15/2) - Angriff: Necati Ateş (15/8); Milan Baroš (28/8); Mehmet Batdal (1/-); Johan Elmander (36/12); Sercan Yıldırım (19/1); Mertan Öztürk (-/-); Berk Yıldız (-/-) - Trainer: Fatih Terim 1Kâzım Kâzım bestritt nur die erste Saisonhälfte für Galatasaray Istanbul |